# Odontorhabdus rechingeri
Odontorhabdus rechingeri là một loài bọ cánh cứng trong họ Cerambycidae.